# Westerwaldstraße 16 (Waldernbach)

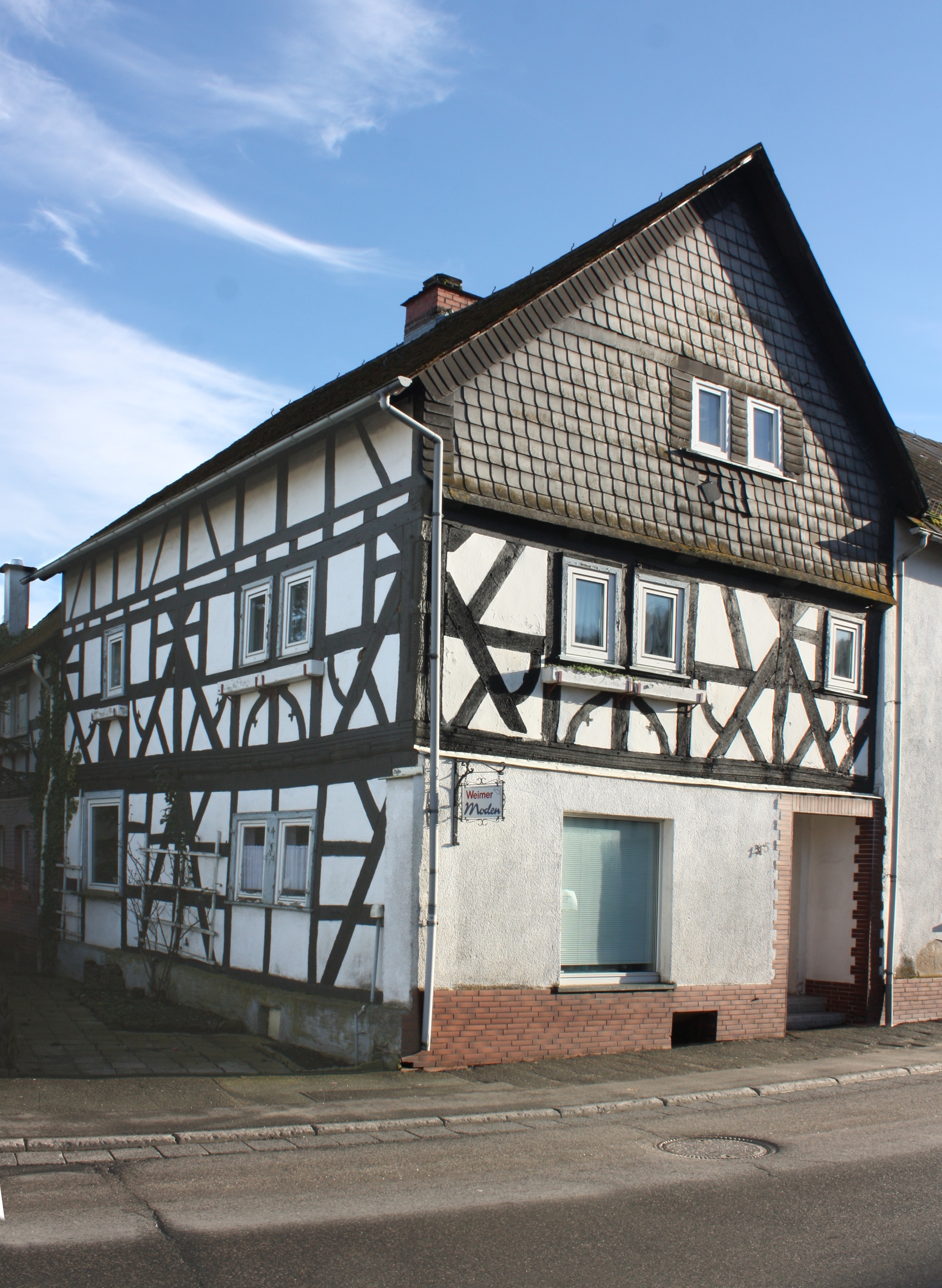
Fachwerkhaus Westerwaldstraße 16 in Waldernbach

Das Gebäude Westerwaldstraße 16 in Waldernbach, einem Ortsteil der Gemeinde Mengerskirchen im mittelhessischen Landkreis Limburg-Weilburg, wurde in der ersten Hälfte des 18. Jahrhunderts errichtet. Das Fachwerkhaus ist ein geschütztes Kulturdenkmal.
Das zweigeschossige Wohnhaus mit Satteldach erhielt im vorderen Teil nachträglich mit einem Kniestock. Die Fensterbänder sind mit genasten Kurzstreben in der Brüstung versehen. An den Füllhölzern und Eckständern ist eine Schuppenschnitzerei. Der straßenseitige Giebel ist verschiefert. Der untere Teil der Giebelwand wurde in neuerer Zeit verputzt und durch die Einrichtung eines Geschäftslokals mit kleinem Schaufenster verändert.
Wenig später als das Haupthaus wurde in gleicher Qualität im hinteren Bereich der heute massiv unterfangene Altenteiler angefügt.